# 236800 Broder
236800 Broder este un asteroid din centura principală de asteroizi.

## Descriere
236800 Broder este un asteroid din centura principală de asteroizi. A fost descoperit pe 24 august 2007 la Wildberg de Rolf Apitzsch. Asteroidul prezintă o orbită caracterizată de o semiaxă mare de 2,73 ua, o excentricitate de 0,06 și o înclinație de 13,6° în raport cu ecliptica.